# Madina (1983)
Madina (702) – saudyjska fregata z lat 80. XX wieku, jedna z czterech zamówionych we Francji jednostek swojego typu. Okręt został zwodowany 23 kwietnia 1983 roku w stoczni Direction des Constructions et Armes Navales w Lorient, a do służby w Królewskiej Saudyjskiej Marynarce Wojennej wszedł w styczniu 1985 roku. Jednostka nadal znajduje się w składzie floty i ma status operacyjny (stan na 2022 rok).

## Projekt i budowa
„Madina” została zamówiona we Francji przez rząd Arabii Saudyjskiej w październiku 1980 roku w ramach programu rozbudowy floty „Sawari”, wraz z trzema bliźniaczymi jednostkami. Łączna wartość kontraktu wyniosła 14 milionów franków. Projekt okrętu o sygnaturze F 2000 został opracowany specjalnie dla saudyjskiego kontrahenta. Gładkopokładowy stalowy kadłub fregaty ma wysoką wolną burtę, a przez to dobrą dzielność morską.
Fregata zbudowana została w stoczni Direction des Constructions et Armes Navales w Lorient. Stępkę okrętu położono 15 października 1981 roku, został zwodowany 23 kwietnia 1983 roku, zaś uroczystość wcielenia do służby w Królewskiej Saudyjskiej Marynarce Wojennej nastąpiła 4 stycznia 1985 roku. Jednostka otrzymała numer burtowy 702.

## Dane taktyczno-techniczne
Okręt jest fregatą rakietową z kadłubem wykonanym ze stali, podzielonym na czternaście przedziałów wodoszczelnych. Długość całkowita wynosi 115 metrów (106,5 metra na linii wodnej), szerokość 12,5 metra i zanurzenie 3,4 metra (4,9 metra z opuszczoną anteną sonaru). Wyporność standardowa wynosi 2000 ton, zaś pełna 2870 ton. Okręt napędzany jest przez cztery silniki wysokoprężne SEMT-Pielstick 16 PA6-BTC o łącznej mocy 32 500 KM, poruszające poprzez wały napędowe dwoma śrubami. Maksymalna prędkość jednostki wynosi 30 węzłów. Okręt zabiera 370 ton paliwa, co pozwala osiągnąć zasięg wynoszący 8000 Mm przy prędkości 15 węzłów (lub 6500 Mm przy 18 węzłach). Energię elektryczną wytwarzają generatory prądotwórcze o łącznej mocy 3480 KM.
Uzbrojenie artyleryjskie jednostki składa się z umieszczonej na dziobie w wieży pojedynczej armaty uniwersalnej Creusot-Loire Compact kal. 100 mm L/55. Kąt podniesienia lufy wynosi od -15 do 80°, waga pocisku 13,5 kg, donośność pozioma 15 000 metrów i pionowa 8000 metrów, teoretyczna szybkostrzelność 90 strz./min, a zapas amunicji 500 sztuk. Artylerię przeciwlotniczą stanowią umieszczone po obu stronach komina dwa podwójne stanowiska działek przeciwlotniczych Breda-Bofors kal. 40 mm L/70, także w wieżach. Kąt podniesienia lufy wynosi od -13 do 85°, skuteczna donośność 3500–4000 metrów, prędkość początkowa pocisku 1000 m/s, teoretyczna szybkostrzelność 600 strz./min, a zapas amunicji 6300 sztuk.
Na śródokręciu umieszczono dwie poczwórne wyrzutnie przeciwokrętowych pocisków rakietowych Otomat Erato Mk 2. Pocisk rozwija prędkość 0,9 Ma, ciężar głowicy bojowej wynosi 200 kg, zaś maksymalny zasięg (przy użyciu śmigłowca pokładowego) wynosi 180 km. Na dachu hangaru znajduje się 8-prowadnicowa wyrzutnia pocisków przeciwlotniczych Crotale, z maksymalnym zapasem 26 rakiet. Pocisk rozwija prędkość 2,3 Ma, ciężar głowicy bojowej wynosi 15 kg, może zwalczać cele na dystansie od 700 do 13 000 metrów, poruszające się na pułapie od 4 do 5000 metrów. Okręt wyposażony jest też w umieszczone na rufie cztery wyrzutnie torpedowe kal. 550 mm. Kierowane przewodowo (lub samonaprowadzające) torpedy F 17P mają głowicę bojową o masie 250 kg, maksymalną prędkość 40 węzłów i zasięg do 20 000 metrów.
Wyposażenie radioelektroniczne obejmuje dwa radary nawigacyjne Decca TM 1226, radar dozoru nawodnego i powietrznego DRBV 15 Sea Tiger, radar artyleryjski Castor-IIc, sonar kadłubowy Thomson-CSF TSM 2630 Diodon oraz sonar holowany TSM 2630 Sorel, zintegrowany system walki Thomson-CSF TAVITAC i system zakłóceń Thomson-CSF DR 4000S. Na okręcie zamontowano też dwie wyrzutnie celów pozornych Dagaie.
Wyposażenie lotnicze stanowi śmigłowiec SA 365F Dauphin 2, stacjonujący w umieszczonych na rufie hangarze i lądowisku.
Załoga okrętu składa się z 15 oficerów, 50 podoficerów i 114 marynarzy.

## Służba
Po podniesieniu bandery i szkoleniu załogi, fregata wyruszyła w rejs do Arabii Saudyjskiej, osiągając cel w lipcu 1985 roku. W kwietniu 1997 roku w stoczni DCN w Tulonie dokonano modernizacji jednostki, obejmującej m.in. instalację systemu obsługi śmigłowców Samahé 110, aktualizację zintegrowanego systemu walki TAVITAC oraz ulepszenie sonarów i systemów rakietowych. W 2003 roku jednostkę poddano kolejnemu remontowi połączonemu z modernizacją. Okręt nadal służy w saudyjskiej flocie, stacjonując w Dżuddzie, choć spędza w morzu tylko kilka tygodni w roku (stan na 2022 rok).